# Micky Yanai
Micky Yanai (Japans: ミッキー 柳井) (Japan, 1959) is een Japans pornoacteur die waarschijnlijk de bedenker is van de vrijtechniek de Helicopter Fuck. Er zijn echter ook personen die beweren dat deze techniek ook al beschreven staat in de Kamasutra.